# Cantó d'Andelot-Blancheville
El cantó d'Andelot-Blancheville és un cantó francès del departament de l'Alt Marne, situat al districte de Chaumont. Té 16 municipis i el cap és Andelot-Blancheville.

## Municipis
- Andelot-Blancheville
- Bourdons-sur-Rognon
- Briaucourt
- Chantraines
- Cirey-lès-Mareilles
- Consigny
- Darmannes
- Ecot-la-Combe
- Forcey
- Mareilles
- Montot-sur-Rognon
- Reynel
- Rimaucourt
- Rochefort-sur-la-Côte
- Signéville
- Vignes-la-Côte

## Història
| Data d'elecció                           | Identitat              | Partit        | Qualitat |
| ---------------------------------------- | ---------------------- | ------------- | -------- |
| 1946-1964                                | Roger Bittner          | Radical       |          |
| 1964-1994                                | Marcel Geoffroy        | Divers droite |          |
| 1994-2001                                | Bernard Leseur         | RPR           |          |
| 2001-                                    | Jean-Philippe Geoffroy | Divers droite |          |
| les dades anteriors no són pas conegudes |                        |               |          |
|                                          |                        |               |          |

## Demografia
| A partir de 1990: Població sense dobles comptes |